# Гришино (Пензенская область)
Гри́шино — деревня Малосергиевского сельсовета Тамалинского района Пензенской области . На 1 января 2004 года — 53 хозяйства, 125 жителей.

## География
Деревня расположена на западе Тамалинского района, в 5 км к северу от села Малая Сергиевка.

## История
По исследованиям историка — краеведа Полубоярова М. С., деревня образована на землях князя Голицина-Прозоровского, входила в состав Балашовского уезда Саратовской губернии. В 1911 году в деревне имелись школа, церковь. С 1926 года — центр сельсовета, с 1939 года — в Тамалинском сельсовете, с 1955 года — в Шунькинском сельсовете, затем в составе Малосергиевского сельского совета. В 50-х годах XX века в деревне базировалась бригада колхоза им. В. М. Молотова.

## Численность населения
| год                | 1859 | 1911 | 1926 | 1939 | 1959 | 1979 | 1989 | 1996 | 2004 |
| ------------------ | ---- | ---- | ---- | ---- | ---- | ---- | ---- | ---- | ---- |
| количество жителей | 486  | 467  | 664  | 351  | 252  | 168  | 158  | 167  | 125  |

## Улицы
- Овражная;
- Центральная;
- Школьная.